# Esther Greisheimer
Esther M. Greisheimer (Chillicothe, Estados Unidos, 31 de octubre de 1891-1982) fue una académica e investigadora médica estadounidense, más conocida por ser la autora del libro de texto Physiology and Anatomy.

## Biografía
Esther Greisheimer nació el 31 de octubre de 1891 en Chillicothe, Ohio. Greisheimer obtuvo una licenciatura en Educación de la Universidad de Ohio en 1914, una maestría en Fisiología general de la Universidad Clark en 1916, un doctorado en Fisiología humana y Bioquímica de la Universidad de Chicago en 1919 y el título de doctor en Medicina de la Universidad de Minnesota en 1923. Se convirtió médica y cirujana con licencia en 1924.
Durante los siguientes cincuenta años desarrolló una carrera académica en la Universidad de Minnesota, el Medical College of Pensilvania y la Escuela de Medicina de la Universidad de Temple. Publicó más de cientocincuenta artículos en varias revistas, pero es tal vez más conocida por su libro de texto Physiology and Anatomy.
Greisheimer fue miembro de las sociedades de honor Sigma Xi y Alpha Omega Alpha; recibió la Medalla al Mérito de la Universidad de Ohio en 1940, por sus contribuciones a la educación médica; y fue elegida para formar parte del Salón de la Fama de las Mujeres de Ohio en 1980.